# Миклешти (Банка)
Миклешти (рум. Miclești) насеље је у Румунији у округу Васлуј у општини Банка. Oпштина се налази на надморској висини од 161 m.

## Становништво
Према подацима из 2011. године у насељу је живело 279 становника.